# Digonogastra trinidadensis
Digonogastra trinidadensis är en stekelart som först beskrevs av Szepligeti 1906.  Digonogastra trinidadensis ingår i släktet Digonogastra och familjen bracksteklar. Inga underarter finns listade i Catalogue of Life.